# Македонско благотворително братство „Трайко Мечев“
Македонското благотворително братство „Трайко Мечев“ е патриотична и благотворителна обществена организация на македонски българи, съществувала в квартал „Мара Бунева“ (след 1944 година „Яне Сандански“, а днес Малашевци) в българската столица София от началото на XX век.

## История
На 24 януари 1926 година се провежда организационно събрание, на което е формирано братството. В управителното тяло влизат Дамян Буклиев (председател), П. Георгиев (подпредседател), Кр. Иванов (касиер), съветници са Гоце Джидалов, Иван Трайков и Б. Георгиев, а председател на контролната комисия е Христо Георгиев. Организационното знаме е червено с образа на Трайко Мечев. За почетен председател е избран Петър Мърмев. В средата на годината Дамян П. Буклиев подава оставка и е заместен от Димитър Иванов, а секретар-касиер става Спиро Сотиров.
През 1938 година настоятелството е в състав Дамян Панев Буклиев (председател), Борис Любомиров Сотиров (подпредседател), Атанас Пецев Маджаров (секретар), Трайко Пенков Демишев (касиер), съветници са Георги Атанасов Динов, Атанас Колев Петров и Кръсто Христов Янев. В контролната комисия са Мито Гогов Чолаков, Тушев Митрев Марков и Киро Иванов Изов.
Женската секция към братството е с председател Тана Тод. Гущерова, Магда Ив. Христов подпредседател, Аспасия Йорд. Гуслова е секретарка, Йорданка Тр. Панкова (касиер), съветнички са Люба Панч. Кръстева, Перса Захар. Георгиева и Стойна Гоцева Динева. В контролната комисия влизат Мария Данова Илиева (председател), Пека Манч. Димитрова, Вяра Никол. Атанасова и Райна Манчова Ташева са съветнички. На 8 декември 1946 година братството подава документи в МВР за утвърждаване на неговите 61 членове, които са надлежно заверени от Областния комитет на ОФ. На 10 февруари 1947 година ръководството на братството е Иван Христов Георгиев (председател), Кръстю Петров Атанасов (подпредседател), Методи Лазар Йошаров (секретар), Мито Янев Гогов (касиер), Кръстьо Христов Янев, Гоце Петрушев Попов и Христо Тр. Минчев са членове. В контролната комисия влизат Гоце попов Янев (председател), Лазар Петров Георгиев и Кирил Николов Петров са членове.